# Harris Goldsmith
Pour les articles homonymes, voir Goldsmith.
Harris Goldsmith (23 novembre 1935 – 2 avril 2014 à New York) est un pianiste, professeur de musique classique et critique musical américain.

## Biographie
Il naît à New York. Sa famille déménage à Cuba pour une année, en 1938, à l'aide de Juifs européens cherchant à échapper à la persécution antisémite[Quoi ?]. Goldsmith étudie par la suite à l'École de Musique de Manhattan, où il obtient son baccalauréat et une maîtrise en musique, avec Robert Goldsand comme professeur de piano. Ses influences musicales initiales sont les chefs d'orchestre Arturo Toscanini et Guido Cantelli. La mort de ce dernier, en 1956, l'affecte beaucoup.
Goldsmith, connu parmi ses pairs comme un musicien opiniâtre, a suivi la voie de critique musical à la suite du conseil de l'un de ses professeurs. Il a ainsi commencé le métier en écrivant des critiques pour le magazine High Fidelity en 1960, grâce auquel il devient une des voix influentes durant l'âge d'or du LP en musique classique. Ses amis prétendent qu'il peut alors se rappeler chaque note de musique qu'il a déjà entendue une fois. Dans une interview donnée en 2013 à la critique new-yorkaise Sara Fishko, il raconte une représentation de Toscanini datant de 60 ans plus tôt : «Ce qui m'a réellement bluffé est l' Eroica qui a été donné le 6 décembre 1953, parce que j'étais déjà familier avec l'œuvre depuis son enregistrement de 1949 ». Alors que Goldsmith pourrait encenser plus de concerts, il est cependant devenu bien connu au début de sa carrière pour ses jugements acérés. Par exemple, en se souvenant d'une interprétation des préludes de Chopin réalisée par Alexandre Brailowsky : « J'ai vraiment rôti[Quoi ?]... Je veux dire : Alexandre Brailowsky se livre en clichés et des goûts capricieux. Sa performance est grotesque, fragmentaire et maladroite. » Il continue à écrire pour le successeur de High Fidelity, Musical America, ainsi que pour  l'Opus, le New York Post et The New York Times. Il a également fourni  des textes destinés à être présents au dos d'albums pour de nombreuses rééditions d'enregistrements de musique classique, et a organisé et annoté de plus un coffret de 12 CD du chef Guido Cantelli. Il a par ailleurs co-gagné le Grammy Award du Meilleur Album Historique en 1995 pour son livret d'accompagnement de The Heifetz Collection.